# Cletodes limicola
Cletodes limicola är en kräftdjursart som beskrevs av Brady 1872. Cletodes limicola ingår i släktet Cletodes och familjen Cletodidae. Arten är reproducerande i Sverige.

## Underarter
Arten delas in i följande underarter:
- C. l. limicola
- C. l. tunisensis